# Prostatitida
Prostatitida je zánět předstojné žlázy, spíše známé pod názvem prostata. Jedná se o nejčastější urologický problém mužů do 50 let. Mezi její symptomy patří horečka, zimnice, dysurie či sexuální poruchy. K léčbě jsou indikována antibiotika.
Rozlišujeme následující typy prostatitidy:
- akutní prostatitida
- chronická bakteriální prostatitida
- chronická prostatitida - syndrom chronické pánevní bolesti
- asymptomatická zánětlivá prostatitida